# Strumień (gmina)
Strumień – gmina miejsko-wiejska w województwie śląskim, w powiecie cieszyńskim. W latach 1975–1998 gmina położona była w województwie bielskim.
Siedziba gminy to Strumień.
Według danych z 31 grudnia 2012 gminę zamieszkiwało 12 659 osób. Natomiast według danych z 31 grudnia 2017 roku gminę zamieszkiwało 13 164 osób.

## Struktura powierzchni
Według danych z roku 2002 gmina Strumień ma obszar 58,4 km², w tym:
- użytki rolne: 70%
- użytki leśne: 15%

Gmina stanowi 8% powierzchni powiatu.

## Demografia

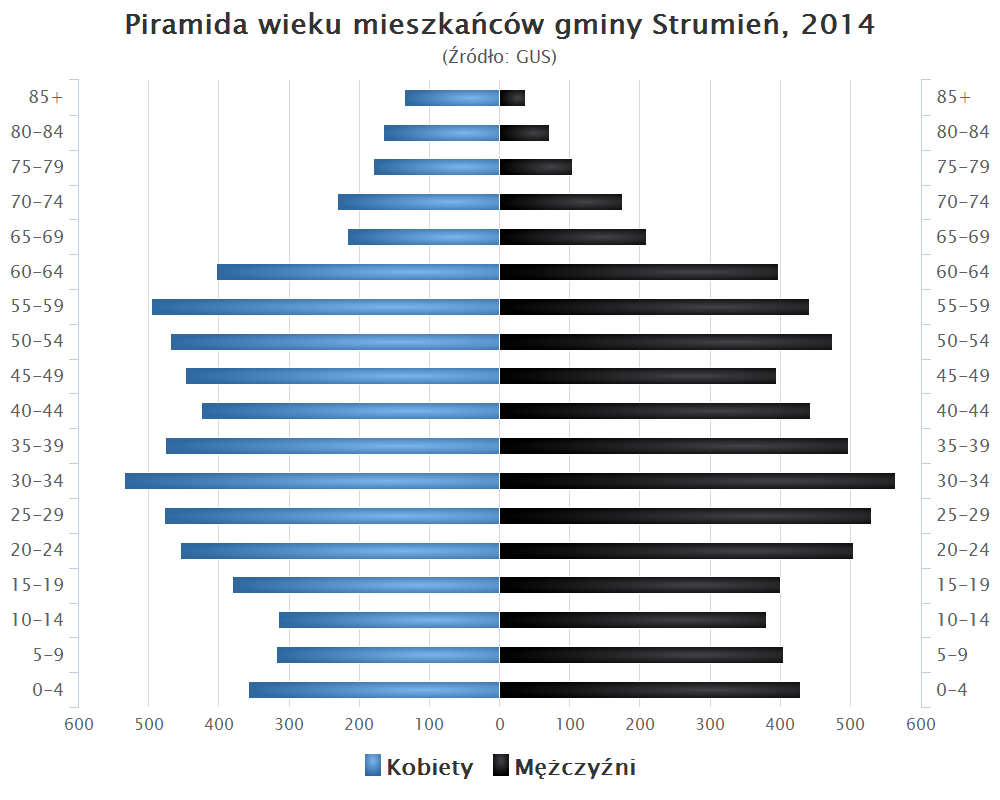
Piramida wieku mieszkańców gminy Strumień w 2014 roku

Dane z 31 grudnia 2012:
| Opis                              | Ogółem | Ogółem | Kobiety | Kobiety | Mężczyźni | Mężczyźni |
| --------------------------------- | ------ | ------ | ------- | ------- | --------- | --------- |
| jednostka                         | osób   | %      | osób    | %       | osób      | %         |
| populacja                         | 12 659 | 100    | 6325    | 50,2    | 6334      | 49,8      |
| gęstość zaludnienia (mieszk./km²) | 216,5  | 216,5  | 108,2   | 108,2   | 108,3     | 108,3     |

## Miejscowości

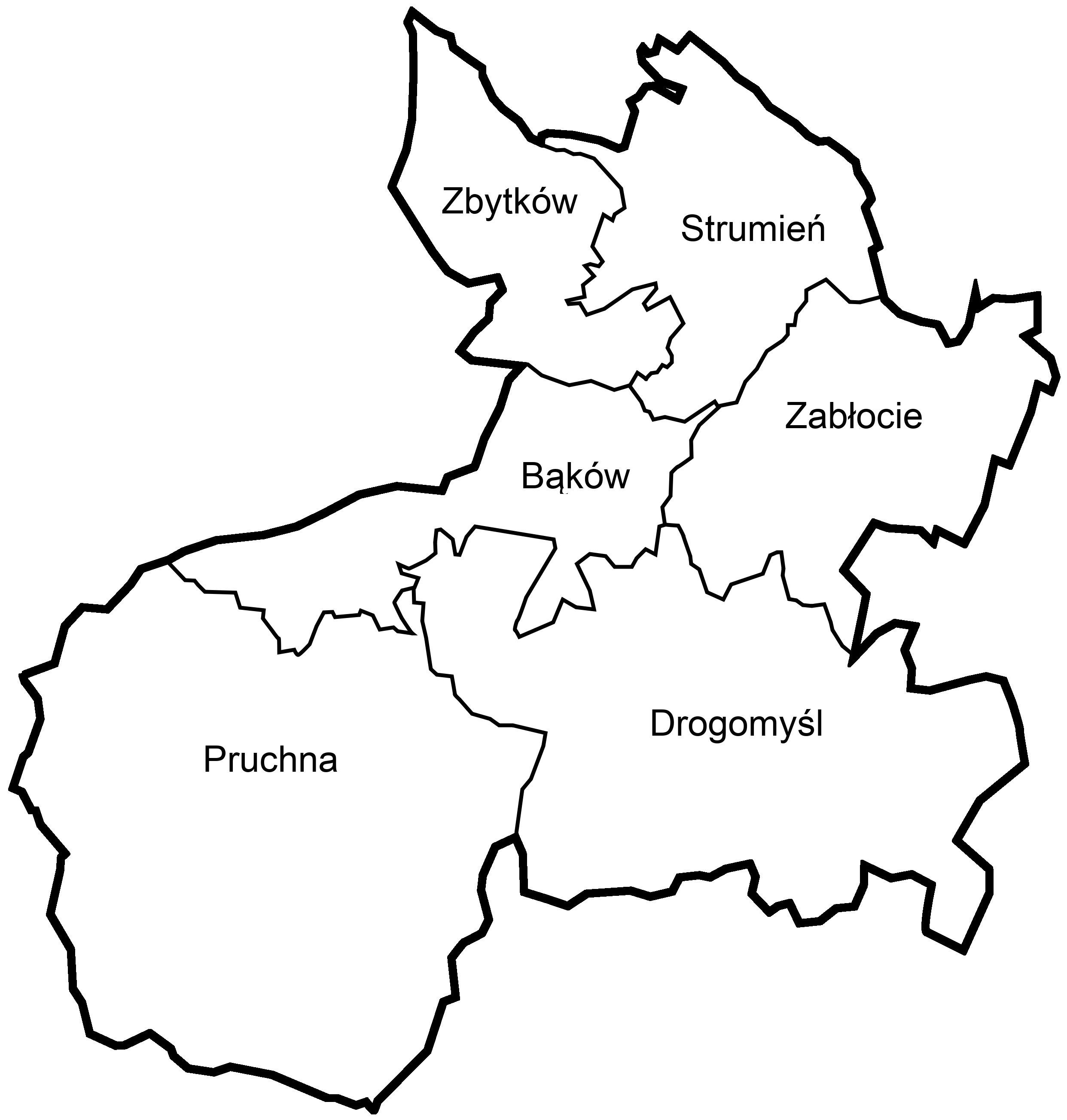
Miejscowości gminy Strumień

W skład gminy wchodzi 1 miasto i 6 sołectw:
| Miejscowość               | Powierzchnia (w ha) | Ludność (2010) | Gęstość zaludnienia (os./km²) | Położenie |
| ------------------------- | ------------------- | -------------- | ----------------------------- | --------- |
| Strumień (siedziba gminy) | 646                 | 3436           | 531,9                         |           |
| Bąków                     | 591                 | 1477           | 249,9                         |           |
| Drogomyśl                 | 1466                | 2109           | 143,9                         |           |
| Pruchna                   | 1903                | 2438           | 128,1                         |           |
| Zabłocie                  | ?                   | ?              | ?                             |           |
| Zabłocie Solanka          | ?                   | ?              | ?                             |           |
| Zbytków                   | 494                 | 1243           | 251,6                         |           |

- Inne: Czuchów, Knaj, Nowy Świat;

## Sąsiednie gminy
Chybie, Dębowiec, Goczałkowice-Zdrój, Hażlach, Pawłowice, Pszczyna, Skoczów, Zebrzydowice.